# 明夏
明夏（1363年－1371年），國號大夏，是元末民變期間由明玉珍在四川建立的政權，後被明朝所滅。

## 历史
元朝末年民變军天完红巾军统军元帅明玉珍领兵西征，由巫峡入蜀，占领重庆，並接着击败川内元朝官军，基本上平定了川蜀。
1363年，明玉珍称帝，改元天統，建都重庆，国号“大夏”。
1366年，明玉珍病逝，其子明昇年幼继位。
1371年，明太祖派兵攻蜀，夏兵不敵，明昇投降，夏亡，四川归明朝统治。
洪武五年（1372年），明昇全家被流放高麗，后被朝鲜王朝开国国王李成桂封为华蜀君，享受“忠勋世禄”，定居开城兴国寺。彭皇后去世后，安葬在松都万寿山的肃陵，并建有祠宇。
明昇在朝鲜育有四子，皆为朝鲜高官，后世为朝鲜望族。现今有4万多明氏后裔在大韩民国，两万多在朝鲜民主主义人民共和国，而在中国境内的后人多改为甘姓。

### 引用
1. ↑  .   [2009-10-17]. （原始内容存档于2009-03-08）.